# La Cantera, Villa de Tezontepec
La Cantera är en ort i Mexiko.   Den ligger i kommunen Villa de Tezontepec och delstaten Hidalgo, i den sydöstra delen av landet, 70 km nordost om huvudstaden Mexico City. La Cantera ligger 2 368 meter över havet och antalet invånare är 298.
Terrängen runt La Cantera är platt åt nordväst, men åt sydost är den kuperad. Runt La Cantera är det ganska tätbefolkat, med 58 invånare per kvadratkilometer. Närmaste större samhälle är Don Antonio, 16,5 km väster om La Cantera. Omgivningarna runt La Cantera är i huvudsak ett öppet busklandskap.